# Rasmus Schüller
Rasmus Schüller (ur. 18 czerwca 1991 w Espoo) – fiński piłkarz wywodzący się z mniejszości szwedzkojęzycznej i posiadający niemieckie korzenie. Gra na pozycji ofensywnego pomocnika. Od 2017 jest zawodnikiem klubu Minnesota United.

## Kariera klubowa
Swoją karierę piłkarską Schüller rozpoczął w klubie FC Kasiysi. Trenował również w klubie HooGee. Następnie został zawodnikiem FC Honka z miasta Espoo. W sezonie 2008 awansował do kadry pierwszego zespołu. Swój debiut w nim zanotował 10 sierpnia 2008 w wygranym 2:0 wyjazdowym meczu z RoPS Rovaniemi. W 2009 roku stał się podstawowym zawodnikiem Honki. W 2009 wywalczył z nim wicemistrzostwo Finlandii. W 2010 i 2011 roku zdobył z Honką dwa Puchary Ligi Fińskiej.
W 2012 roku Schüller przeszedł do HJK Helsinki. Zadebiutował w nim 15 kwietnia 2012 w zwycięskim 3:1 domowym meczu z IFK Mariehamn. W sezonach 2012 i 2013 wywalczył z zespołem HJK dwa tytuły mistrza Finlandii z rzędu.
W październiku 2015 przeszedł do BK Häcken. Spędził tam sezon 2016, a potem przeszedł do amerykańskiej Minnesoty United. Część sezonu 2017 spędził na wypożyczeniu w HJK Helsinki. Następnie wrócił do Minnesoty.
| Sezon | Klub             | Kraj              | Rozgrywki     | Mecze | Bramki |
| ----- | ---------------- | ----------------- | ------------- | ----- | ------ |
| 2008  | FC Honka         | Finlandia         | Veikkausliiga | 3     | 0      |
| 2009  | FC Honka         | Finlandia         | Veikkausliiga | 19    | 2      |
| 2010  | FC Honka         | Finlandia         | Veikkausliiga | 19    | 3      |
| 2011  | FC Honka         | Finlandia         | Veikkausliiga | 22    | 0      |
| 2012  | HJK Helsinki     | Finlandia         | Veikkausliiga | 25    | 2      |
| 2013  | HJK Helsinki     | Finlandia         | Veikkausliiga | 23    | 7      |
| 2014  | HJK Helsinki     | Finlandia         | Veikkausliiga | 11    | 1      |
| 2015  | HJK Helsinki     | Finlandia         | Veikkausliiga | 29    | 0      |
| 2016  | BK Häcken        | Szwecja           | Allsvenskan   | 18    | 1      |
| 2017  | Minnesota United | Stany Zjednoczone | MLS           | 7     | 0      |
| 2017  | HJK Helsinki     | Finlandia         | Veikkausliiga | 7     | 0      |
| 2018  | Minnesota United | Stany Zjednoczone | MLS           |       |        |

## Kariera reprezentacyjna
W reprezentacji Finlandii Schüller zadebiutował 26 marca 2013 roku w wygranym 3:0 towarzyskim meczu z Luksemburgiem, rozegranym w Luksemburgu. W 56. minucie tego meczu zmienił Teemu Tainio.